# Slowakische Badminton-Mannschaftsmeisterschaft 2008
Die Slowakische Badminton-Mannschaftsmeisterschaft 2008 war die 15. Auflage der Teamtitelkämpfe in der Slowakei. Meister wurde BC Prešov.

## Endstand
| Platz | Team                      | Spiele | G U V | Spielpunkte | Punkte |
| ----- | ------------------------- | ------ | ----- | ----------- | ------ |
| 1     | BC Prešov                 | 10     | 9 1 0 | 72:8        | 19     |
| 2     | TJ Lokomotíva Košice      | 10     | 8 1 1 | 54:26       | 17     |
| 3     | Spoje Bratislava BBC      | 10     | 4 1 5 | 38:42       | 9      |
| 4     | CEVA Trenčín              | 10     | 4 0 6 | 36:44       | 8      |
|       |                           |        |       |             |        |
| 5     | Lokomotíva Betpres Košice | 10     | 3 3 4 | 37:43       | 9      |
| 6     | BK ATU Košice             | 10     | 3 1 6 | 31:49       | 7      |
| 7     | 7. ELIT Prešov            | 10     | 3 1 6 | 29:51       | 7      |
| 8     | Slávia Trnava             | 10     | 2 0 8 | 23:57       | 4      |